# Freigärtner

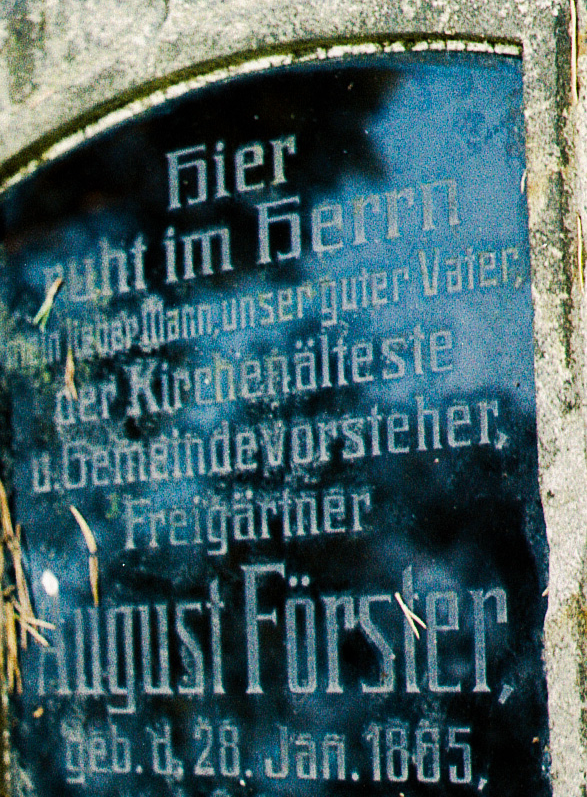
Freigärtner Grab in Sprottischwaldau von 1914

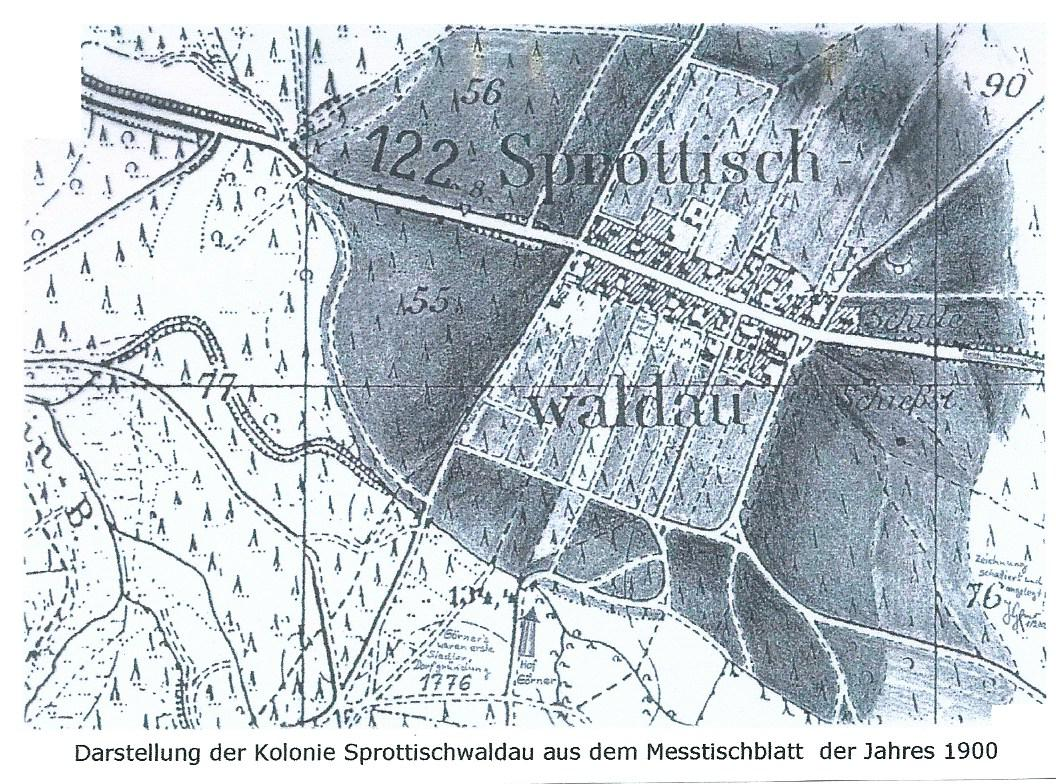
Kolonistendorf Sprottischwaldau, 16 Freigärtner, 1776 gegründet vom Sprottauer Rat, Nieder-Schlesien

Als Freigärtner, auch Freileute genannt, bezeichnete man Kleinbauern, die überwiegend vom Ertrag einer kleinen Landwirtschaft und zusätzlicher Ausübung eines Handwerks oder Kleinhandel lebten. Ehemalige Leibeigene kauften sich im 17. /18. Jahrhundert von ihren Gutsherren frei und erwarben so oder als Freie, z. B. Exulanten, Freigärtnerstellen gegen eine festgelegte Geldsumme. In Preußen und Schlesien wurden nach 1750 entsprechend auch langfristige Schuldabzahlungen für die Stellen vereinbart.

## Lebenssituation
Die aus dem Feudalismus stammende soziale Standesbezeichnung Freigärtner kennzeichnet die Besitzer kleinster Anwesen. Der Begriff kommt überwiegend in Schlesien vor. Die Gartengrundstücke waren dort zwischen zwei und fünf Morgen groß. Es waren meistens schlechte am Wald und Heide gelegene Äcker. Auch Holzeinschlag und Forstpflege oblag ihnen. Der preußische König Friedrich II. ließ durch seine „sogenannte innere Kolonisation“ nach 1752 bis zu 900 Kolonistendörfer anlegen (Friderizianische Kolonisation). Mit dem Dekret der Loslassung der Untertanen von 1748 und finanziellen königlichen Mitteln wurde den Gutsbesitzern Land abgekauft und dieses mit Freigärtnern besetzt. Die Gutsherren beugten und sanierten sich mit den Verkäufen von niedrig bewerteter Acker- und Waldflächen. Infolgedesses kam es auch zur Ausstellung von Losbriefen, die die Untertänigkeit von Leibeigenen aufhob.
Durch Werbemaßnahmen des preußischen Königs wurden zahlreiche Kolonistendörfer mit Gewerbeansiedlungen sowie Spinner- und Weberdörfer in Schlesien und Preußen erschaffen. Die Kolonisten, die zukünftigen Freigärtner, erhielten Material und bauten die Dörfer mit ihren Kolonistenhäusern unter strengen Auflagen auf. Selbst die Einteilung für Mensch, Vieh und Handwerk in einem Kolonistenhaus wurde vorgegeben und nach einem Bebauungsplan realisiert. Besonders begehrt war die Enrollierungsfreiheit der Kolonisten, d. h. Freiheit vom Kriegsdienst bis in die dritte Generation der Siedler, hierzu die persönliche Bekenntnisfreiheit (Glaubensfreiheit) und die Freiheit von der Leibeigenschaft.
Die königliche Order zur Auswahl der Kolonisten betraf vorwiegend Exulanten wie Sachsen, Böhmen, Holländer oder Hugenotten.
Die geplante Bevölkerungsmehrung wurde durch die administrativen Vorgaben mit den Gründungen von Kolonistendörfern im preußischen Staat erreicht: 1767 zählte man 30.500 Freigärtner in Schlesien.

## Kolonistendörfer
- Nowawes, Potsdam-Babelsberg
- Reußenfeldau
- Eckartswaldau
- Siecieborzyce (Rückersdorf)
- Sprottischwaldau

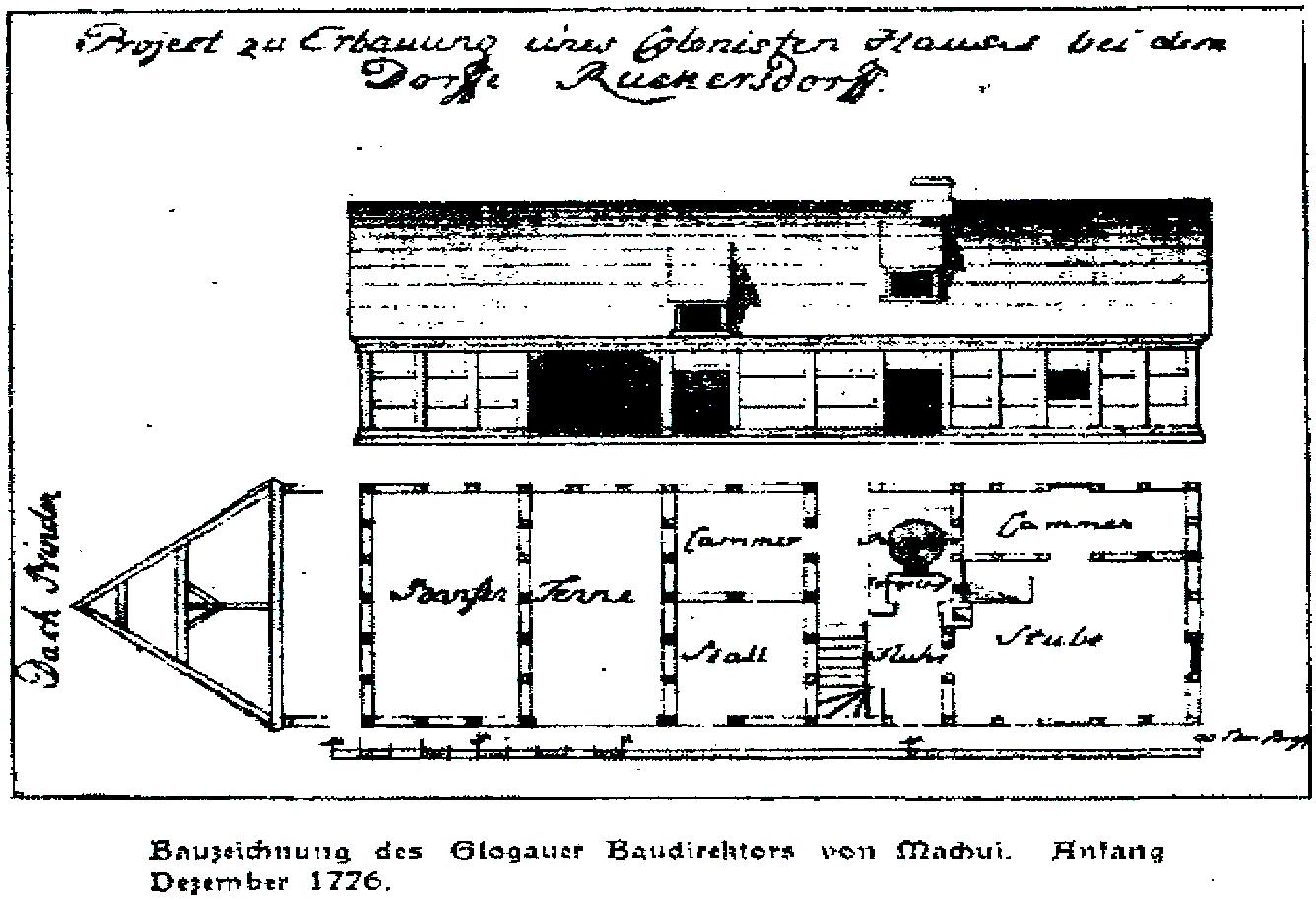
Kolonistenhaus von 1776, Sprottauer Hausmuster für Rückersdorf

Der Glogauer Baudirektor Machui zeichnete Anfang Dezember 1776 ein Muster für Kolonistenhäuser. Die Innenaufteilung des Hauses ist:
- Stube (auch als Webstube geeignet)
- Zwei Kammern
- Küche mit Kamin u. Kochkessel
- Flur mit Treppe zum Wohnboden mit Spitzdach
- Stall für Vieh
- Tenne
- Seitlicher Raum mit möglichen Stauraum unter dem Dach und über der Tenne